# Amtsgericht Feldberg

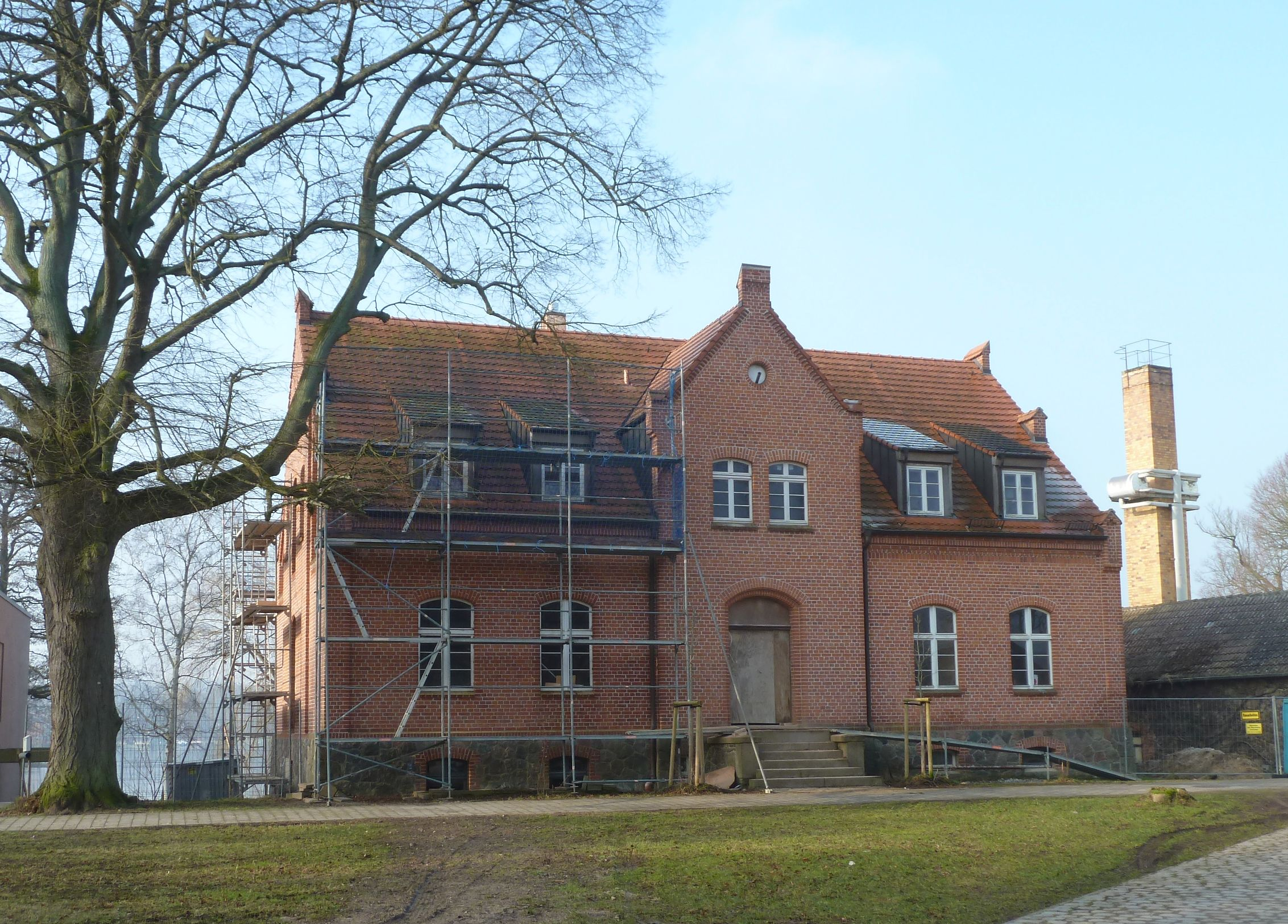
Ehem. Amtsgericht Feldberg (2015)

Das Amtsgericht Feldberg war ein Gericht der ordentlichen Gerichtsbarkeit in Feldberg.

## Geschichte
In Feldberg befand sich vor 1879 das Amtsgericht Feldberg als Eingangsgericht. Daneben bestanden Patrimonialgerichte. Übergeordnete Instanz war die Justizkanzlei Strelitz.
Mit der Verordnung zur Ausführung des Gerichtsverfassungsgesetzes vom 27. Januar 1877 vom 17. Mai 1879 wurden die Änderungen der Reichsjustizgesetze im Großherzogtum Mecklenburg-Strelitz umgesetzt. Die bisherigen Gerichte wurden aufgehoben und es wurden zehn Amtsgerichte (darunter das Amtsgericht Feldberg), ein Landgericht (das Landgericht Neustrelitz) und ein Oberlandesgericht (das gemeinsame Oberlandesgericht Rostock) geschaffen.
Der Gerichtssprengel des Amtsgerichts Feldberg umfasste danach aus dem Domanialamt Feldberg die Orte Bergfeld, Bredenfelde, Cantnitz, Carpin mit Dianenhof, Carwitz, Conow, Dolgen mit Köllershof, den Flecken Feldberg, Flatow, Friedrichsfelde, Fürstenhagen, Gramelow mit Eulenkrug, Grünow mit Steinmühle, Hasselförde mit Labee und Landkrug, Koldenhof mit Dolgeschem Teerofen, Krüslin, Läwen, Lüttenhagen, Mechow, Neuhof, Ollendorf, Schlicht, Groß Schönfeld mit Hoffelde, Triependorf, Warbende, Watzendorf und Weitendorf sowie aus ritterlichen Gütern die Orte Krumbeck, Lichtenberg mit Rothe Haus, Möllenbeck, Quaden-Schönfeld, Stolpe, Tornowhof, Wendorf, Wittenhagen und Wrechen mit Schönhof. Das Amtsgericht hatte 1880 eine Richterstelle und war für 7827 Gerichtseingesessene verantwortlich. Es war damit ein kleines Gerichte im Landgerichtsbezirk.
Nach dem Zweiten Weltkrieg wurden die Amtsgerichte im Land Mecklenburg neu geordnet und das Amtsgericht Feldberg kam zum Landgericht Güstrow. In der DDR wurden die Amtsgerichte 1952 aufgelöst und einheitlich Kreisgerichte gebildet. Feldberg gehörte zum Kreis Neustrelitz, dort entstand so das Kreisgericht Neustrelitz, welches dem Bezirksgericht Neubrandenburg nachgeordnet war. Nach dem Zusammenbruch der DDR wurden die Amtsgerichte mit dem Gerichtsstrukturgesetz neu gebildet. In Feldberg entstand dabei kein Amtsgericht.

## Gebäude
Die Fassade des Amtsgerichtsgebäudes (Amtsplatz 3) steht unter Denkmalschutz. Es handelt sich um ein zweistöckiges Backsteingebäude zwischen Dorfanger und See. Es wird nach Sanierung als Wohngebäude genutzt.